# هتان البراطلي
هتان البراطلي (مواليد 9 يناير 1991) هو لاعب كرة قدم تونسي مولود في السعودية .
لعب في النادي البنزرتي والنادي الإفريقي ولعب في أندية ضمك وأحد والشعلة والكوكب في دوري الدرجة الأولى السعودي ومثل منتخب تونس في مباراة دولية واحدة في عام 2014.

## وصلات خارجية
- هتان البراطلي على موقع قاعدة بيانات كرة القدم.إي يو (الإنجليزية)
- هتان البراطلي على موقع ناشيونال فوتبول تيمز (الإنجليزية)
- هتان البراطلي على موقع Soccerway.com (الإنجليزية)

- هتان البراطلي